# Ponte Vedra Challenger 1992
Il Ponte Vedra Challenger 1992 è stato un torneo di tennis facente parte della categoria ATP Challenger Series nell'ambito dell'ATP Challenger Series 1992. Il torneo si è giocato a Ponte Vedra negli Stati Uniti dal 12 al 18 ottobre 1992 su campi in cemento.

## Vincitori

### Singolare
Luis Herrera ha battuto in finale  Jaime Yzaga con il punteggio di 7–5, 6–4

### Doppio
Jared Palmer /  Jim Pugh hanno battuto in finale  Nicolás Pereira /  Daniel Vacek con il punteggio di 1–6, 6–3, 6–2